# Bratunac
Bratunac (in serbo Братунац) è un comune della Bosnia ed Erzegovina situato nella Repubblica Serba con 21.619 abitanti al censimento 2013.

## Geografia
Bratunac è situata a nord-est della Bosnia ed Erzegovina e della Repubblica Serba di Bosnia, ai piedi del monte Ludmer. La città si trova ad 11 km da Srebrenica, vicino al fiume Drina e al confine tra Bosnia ed Erzegovina e la Serbia. Al completamento del valico di frontiera sul ponte Bratoljub i due stati saranno direttamente collegati.

## Storia
Bratunac è menzionata per la prima volta nel 1381 come un villaggio situato su una strada che portava dalla Bosnia in Serbia: all'epoca contava cinque case e trenta abitanti. La città si sviluppa economicamente a partire dal 1886 grazie al commercio del tabacco. Un ponte sulla Drina, che collegava la Bosnia e la Serbia, venne costruito nel 1926. Nel 1927 Bratunac è diventata sede comunale.
Nel 1948 Bratunac contava una popolazione di 5.033 abitanti.

### Guerra in Bosnia
La sistematica pulizia etnica dal 1992 in avanti sradicò la popolazione bosniaca di Bratunac. A partire da allora, le case bosniache furono saccheggiate e distrutte, così come qualsiasi radice culturale o architettonica associata ai bosniaci, come accadde al principio della guerra con i serbi a Srebrenica.
Presso il Šehidsko Mezarje Veljaci di Bratunac è possibile rendere omaggio alle vittime del genocidio e della pulizia etnica attuata proprio in questo paese dagli ultranazionalisti serbi del 1992. Questo piccolo cimitero/memoriale, molto meno conosciuto e frequentato di quello di Potocari relativo al genocidio di Srebrenica, si trova proprio vicino al centro di Bratunac e contiene le sepolture di oltre 300 cittadini non-serbi, uomini, donne e bambini in maggioranza musulmano-bosniaci, vittime delle torture e delle sevizie subite dai miliziani ultranazionalisti quando iniziarono a realizzare il loro agghiacciante progetto di annientamento su base razziale delle popolazioni civili ivi residenti, ed è possibile vedere alcune documentazioni fotografiche raccolte da chi si è occupato del recupero e della ricomposizione dei corpi al termine del conflitto. Sakib, uno dei pochi sopravvissuti, oggi dedica il suo tempo a curare il piccolo memoriale e la documentazione delle identificazioni finora compiute, raccontando l'inferno disumano in cui s'è trovato in uno dei ben dieci campi di raccolta e di annientamento morale e fisico organizzati allora nella zona dai suoi aguzzini molti dei quali oggi sono rimasti ancora impuniti e arrivano persino ad occupare nella Repubblica Serba anche ruoli pubblici.